# Gran Canaria Fútbol Sala
Gran Canaria Fútbol Sala fue un equipo de fútbol sala canario fundado en 1990, que jugaba en Maspalomas (San Bartolomé de Tirajana) y Las Palmas de Gran Canaria, en la isla de Gran Canaria.
Su etapa más destacada fue a comienzos de la década de 1990, cuando bajo el nombre de Maspalomas Sol de Europa ganó la Liga Nacional de Fútbol Sala de 1994 y una copa de España en 1997. Tras pasar serias dificultades económicas al descender a División de Plata, el equipo desapareció en 1999 al fusionarse con el Disoft Informática, para formar el "Disoft Maspalomas Gran Canaria".. Hasta la fecha, ha sido el único equipo canario que ha ganado una competición nacional de este deporte.ganó la Copa Ibérica de Fútbol Sala edición 94/95, contra el equipo Miramar FC con resultado de 3-2, en el Pabellón Rosa Mota, en la ciudad de Oporto, Portugal.

## Historia
El equipo se forma en 1990, y ese mismo año debuta en la Primera Nacional "A", que por entonces equivalía a la segunda categoría del fútbol sala español. Un año después el Gran Canaria consiguió ascender a la División de Honor tras comprar la plaza de otro equipo canario, el Sumarsa Fútbol Sala de Las Palmas.
En su año de debut en la máxima categoría, Gran Canaria termina en posiciones intermedias sin clasificarse para los playoff por el título. Pero en la temporada 1993-94, cuando pasa a ser patrocinado por Maspalomas, consigue terminar primero de su grupo en la liguilla regular y ganar la Liga española, al vencer al Caja Castilla-La Mancha. Gracias al campeonato liguero se clasifica para competiciones europeas, y llega hasta la final del Campeonato de Europa de Clubes que pierde frente al Dina de Moscú. En aquella época se llamó "Maspalomas Sol de Europa" y "Maspalomas Costa Canaria".
Durante mediados de los años 1990, Maspalomas continúa siendo uno de los principales 'pesos pesados' de la competición, y en 1997 vence en la copa de España con una plantilla formada por jugadores como Cupim. Ese mismo año se clasificaron por última vez para los playoff por el título, y cayeron en semifinales ante el CLM Talavera.
Tras varias temporadas irregulares, el equipo descendió a la División de Plata en la temporada 1998-99 como colista. En esa época la institución atraviesa serios problemas económicos y se fusiona con un club recién ascendido a la segunda categoría, el Disoft Informática, para formar el "Disoft Maspalomas Gran Canaria". Este club funcionó durante cuatro temporadas, hasta que finalmente desapareció en la 2003-2004 por las deudas que arrastraba desde hace tiempo.

## Palmarés
- Primera División de fútbol sala (1):  1993-94.
- Copa de España de fútbol sala (1): 1997.
- Copa Ibérica de Fútbol Sala (1): 1994-95.